# Екатеринбургская гранильная фабрика
Екатеринбургская гранильная фабрика — старейшая русская фабрика художественной обработки камня. Находилась в Екатеринбурге, состояла в ведении Императорского кабинета.

## История

### Создание и развитие фабрики до 1917 года
Казенная гранильная мастерская, существовавшая в 1726—1729 гг. под рукуводством первого камнереза Екатеринбурга Христиана Рефа, работала с яшмой и кварцами, выпускала вставки в пуговицы и конскую сбрую.
В 1735 мастерская была восстановлена, под руководством Я. Рейнера здесь занимались огранкой М. В. Несенцов, Ф. Бабин, А. Семенов. Запрос Санкт-Петербурга на архитектурные детали для строящихся дворцов способствовал запуску шлифовальной мастерской по обработке мрамора, которая была построена в 1738. В 1750 году на територрии мастерской была выстроена новая мельница, давшая возможность обрабатывать в больших объемах яшму, гранить драгоценные и ювелирно-поделочные камни.
Была пущена в действие 8 декабря (19 декабря по новому стилю) 1751 года, в день празднования святителя Николая Чудотворца, как камнерезно-гранильная фабрика.
Располагалась на месте нынешней площади Труда, на месте современного памятника Татищеву и де Геннину (улица Ленина, д. 30).
В 1773 году фабрика сгорела, но была оперативно восстановлена. С 1782 года Екатеринбургская гранильная фабрика специализировалась на изготовлении ваз и чаш из твёрдого камня. В январе 1800 года предприятие было передано в ведение президента Академии художеств графа А. С. Строганова. Под патронажем Академии художеств в Екатеринбурге за короткое время была создана подлинно творческая камнерезная школа. В 1804 году два уральских предприятия по обработке камня получили единое название «Екатеринбургская гранильная и шлифовальная фабрика и Горнощитский мраморный завод». С 1806 года фабрика и завод находились в ведении горного департамента министерства финансов и подчинялись екатеринбургскому горному начальству, а в 1811 году оба производства переданы в ведение Кабинета императорского двора.
Во времена правления Александра I Екатеринбургская гранильная фабрика периодически получала заказы на изготовление постаментов для изделий Императорского фарфорового завода.
1-я половина XIX века характеризуется созданием крупных произведений из яшмы, родонита, лазурита, авантюрина, малахита. Выполненные в стилистике ампира, эти произведения нередко становились дипломатическими дарами, способствовавшими повышению престижа России за ее пределами. Среди мастеров этого времени — Я. В. Коковин, Г. Ф. Налимов и др. С середины XIX века работы мастеров фабрики регулярно экспонируются на всемирных выставках.
После реформы 1861 года фабрика теряет значительную часть своего штата, встает вопрос о закрытии предприятия. Однако умелая политика управляющего предприятием П. И. Миклашевского позволяет отсрочить, а затем и полностью снять этот вопрос. Начиная с 1860-х годов уральские мастера-камнерезы работали над выполнением нескольких огромных заказов Царского дома. В числе императорских заказов были малахитовые вазы; чаши из малахита, яшмы и лазурита; отделка уникального малахитового зала Зимнего дворца. В 1913 году специально для выполнения этих заказов проектировалась коренная перестройка фабричного здания, замена обветшавшего оборудования, электрификация трудоёмких процессов черновой обработки камня.
В последней трети XIX века под руководством А. И. Лютина и В. В. Мостовенко меняется ассортимент изделий, создаются камерные интерьерные предметы, туалетные и настольные принадлежности. В 1890—1900-х фабрика работает над иконостасами храма Воскресения Христова в Санкт-Петербурге, создает мозаичную карту Франции.

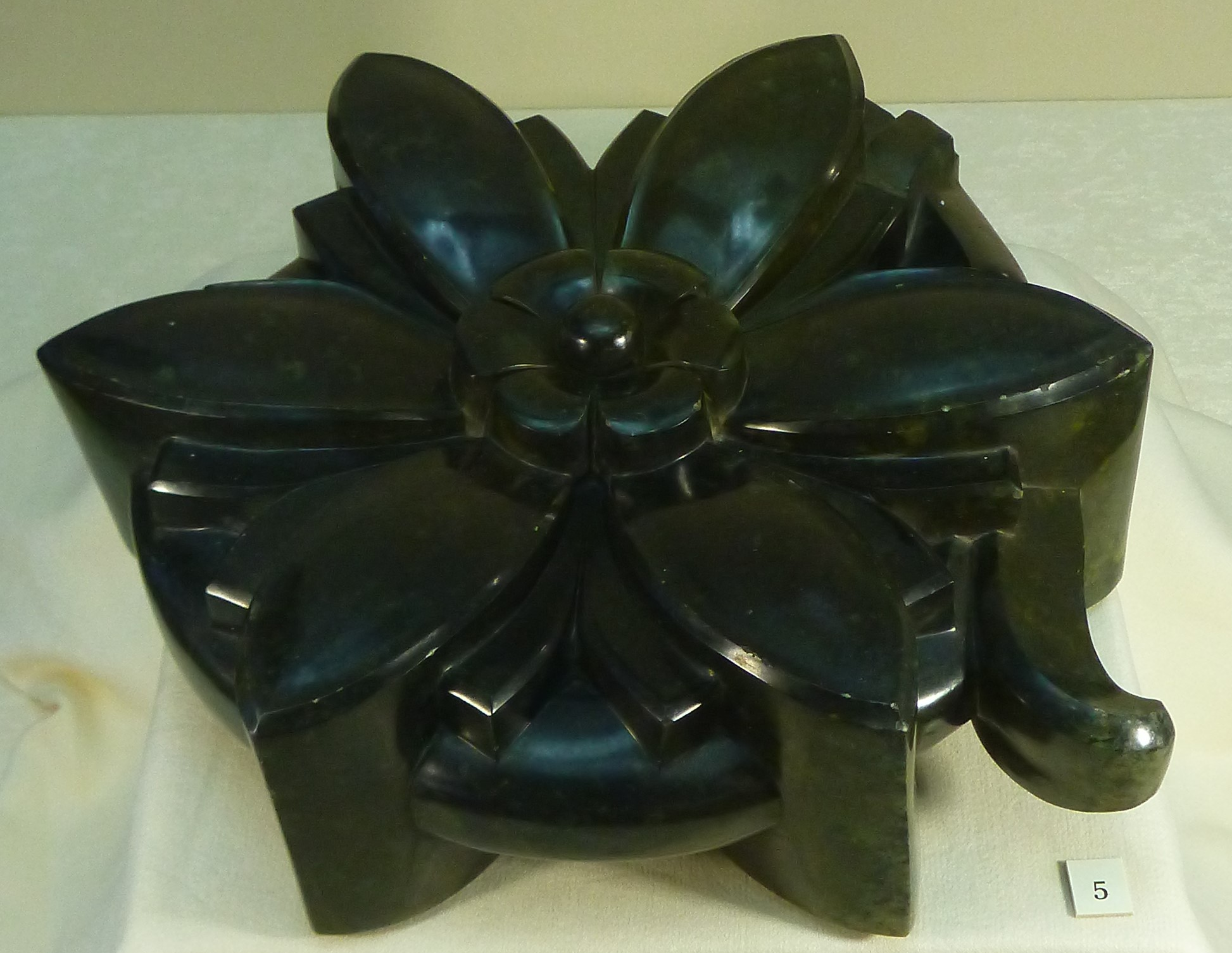
Архитектурная деталь сени для Спаса-на-крови

Предпоследний пермский губернатор Иван Кошко писал о фабрике как о крайне отсталом в техническом отношении предприятии, которое выпускает одни и те же модели:

Казенная гранильная в мое время являлась учреждением крайне отсталым… застой мертвящий… Из работ этой фабрики общеизвестны… чудесная сень из орлеца и змеевика над местом убиения Александра II в Воскресенском соборе в Петрограде. Сень эта до сих пор ещё, кажется, не готова, а в мое время я сам видел выделку орнаментов для неё из орлеца, что производится крайне медленно: рабочий не в состоянии сделать в день крошечного завитка… такая медленность свидетельствует вместе с тем об убожестве оборудования фабрики. Обычная её работа, ради которой она, кажется, и существует, это выделка для Императорского двора пасхальных яичек из разных горных пород. Из года в год одно и то же, никакого проблеска разнообразия.
Эта оценка была вполне справедлива: на 1913 год фабрика имела много станков, произведенных в 1840-х годах, причем Кабинет Его императорского величества фабрике средств на реконструкцию не выделял и не позволял их зарабатывать самостоятельно, работая на контракте. Только в 1912—1913 годах был сделан заказ немецкой фирме на изготовление для фабрики трех электрических станков и одного шлифовального прибора, который не был получен до начала Первой мировой войны.

### Развитие фабрики в советский период
В декабре 1917 года (4 января 1918) фабрика была национализирована. Но при этом с 19 марта 1919 года фабрика прекратила производство. С 1920 года начинается восстановление и возобновляется производство. Первым советским директором фабрики был назначен К. К. Афанасьев (умер 24 января 1922 года от сыпного тифа). На производство привлекались специалисты-кустари (Г. Д. Зверев, К. И. Воронов, В. И. Ожгибесов, Т. А. Бирюков) и бывшие сотрудники фабрики (Г. Г. Китаев, В. А. Семенов, Н. Д. и А. И. Татауровы). В начале 1920-х фабрика завершает начатые в дореволюционные годы проекты, а также выпускает предназначенные на экспорт ограненные самоцветы.
30 августа 1923 года фабрика вошла в состав треста «Русские самоцветы», объединившего крупнейшие предприятия (Петергофскую, Колыванскую фабрики) с сырьевой базой отрасли. Из-за ряда причин в скором времени руководство треста практически полностью остановило производство на фабрике (сокращено было около 150 мастеров), оставив функционировать только ограночный цех.
В 1920—1930-е на фабрике был выполнен ряд значительных государственных заказов по огранке самоцветов для гигантских рубиновых звёзд (диаметр около 5 м) для кремлёвских башен (1935), для герба СССР (1939). Камнерезные работы этого времени отличаются размахом замысла и монументального исполнения: «Знамя горняков Урала», предназначенное для установки в мавзолее В. И. Ленина (1924), пилоны для мавзолея В. И. Ленина (1925), памятник на могилу А. Барбюса (1936). В 1937 году уральские камнерезы на Всемирной выставке в Париже представили карту Советского Союза площадью 29,5 м², выложенную мозаикой из разноцветных яшм, лазурита, орлеца и драгоценных камней. Мастера фабрики принимают участие в создании грандиозной карты индустриализации СССР (1936—1938). В эти же годы осуществляется массовое производство простых ювелирных изделий (брошей, запонок с плоскими кабошонами из яшмы разных сортов и родонита), бытовых предметов из камня (ступок).
В 1939—1941 годах предприятие называлось Свердловским заводом № 5 треста «Русские самоцветы». В результате ряда реорганизаций к 1939 году завод включал в себя несколько цехов: художественный, мраморный, камнерезный, ювелирный, ограночный, штамповочный и ремонтно-механический. В сентябре 1941 на завод было переведено производство завода № 10 алмазных инструментов (Москва). С этого времени завод стал называться Свердловским заводом № 10 алмазных инструментов треста «Русские самоцветы». В годы Великой Отечественной войны основной продукцией завода стали алмазные резцы, стеклорезы, зажигалки, а также продолжался выпуск письменных приборов, простых ювелирных украшений (колец, брошей со вставками из цветного камня, кулонов, пудрениц).
В послевоенные годы вновь возрождается камнерезное и гранильное производство. В 1946—1969 гг. заводом руководит И. В. Шмелев, сумевший объединить усилия молодежи и немногих старых мастеров (Н. Д. Татауров, А. Н. Оберюхтин, А. Д. Медведев, Г. Д. Зверев, К. С. Аверкиев) для возрождения предприятия. Уже в первые послевоенные месяцы завод выпустил малахитовые и яшмовые шкатулки, письменные приборы. В конце 1940-х на базе завода создан первый отечественный центр по огранке синтетического камня. В 1949 в штате завода была утверждена должность художника. Первым художником предприятия стал выпускник училища № 42 В. А. Черемискин, возглавлявший затем камнерезный цех с 1959 по 1975 годы. С 1950-х художником по камнерезному цеху становится Е. Е. Васильев (главный художник завода с 1966 года), по ювелирному цеху в это время работает художник В. Ф. Ермаков. С 1957 на заводе работает В. У. Комаров. В 1950-е здесь начинают работать мастера Ю. А. Абакулов, В. Я. Бакулин, В. Н. Брызгалов, В. М. Васильков, М. Иксанов, В. В. Конев, В. А. Молчанов, В. В. Саргин, В. М. Фомин. В 1958 годы серийные ювелирные произведения и предметы с малахитовой мозаикой были отмечены почётным дипломом Всемирной выставки в Брюсселе. С этого времени завод становится участником не только производственных, но и художественных выставок. Многие мастера завода становятся членами СХ СССР.
В 1957—1963 гг. предприятие носит название Свердловский завод № 10 «Русские самоцветы», в 1963—1977 гг. — Свердловский завод «Русские самоцветы».
В середины 1960-х завод переходит в ведение Главювелирторга, в связи с чем существовавший с 1940-х цех ювелирных изделий из золота, серебра и камня в целях рационализации был переведен в 1969 на Свердловский ювелирный завод (Ювелиры Урала), от которого, в свою очередь, в 1971 году получил цех по огранке алмазов. В том же году в связи с начавшейся реконструкцией Исторического сквера завод переезжает из помещений фабрики в новые здания (ул. Чернышевского, 18а). В 1970-е гг. на заводе внедряются автоматические линии по огранке самоцветов, разрабатывается технология огранки синтетического изумруда. В 1975 году был создан музей завода, в коллекции которого находились документы и образцы уникальных и серийных произведений.
31 августа 1977 года завод «Русские самоцветы» был преобразован в Производственное объединение «Уральские самоцветы» с филиалами в Березовском и Ревде. В 1980-е в березовском филиале работает производство искусственно выращенного малахита. На заводе определились три основных вида производства с законченными циклами: цеха огранки алмазов в бриллианты и огранки искусственных полудрагоценных камней, цех изделий из цветных камней. С 1970-х в камнерезных изделиях завода прослеживаются несколько линий:
- официальная монументальная, связанная с выполнением государственных подарков, призов и сувениров для предприятий. Отличается крупными формами и неизменностью дизайна на протяжении десятилетий;
- камерная. Прослеживается в предметах тиражного характера: меньшие по размеру, менее отвечающие идеологической точке зрения. Эти работы отражают поиски и эксперименты — от лаконичных силуэтов животных 1960-х через четкие геометрические формы настольных предметов 1970-х к дробности и стилизации интерьерных украшений 1980-х;
- авторская. Представляет поиски художников-камнерезов в области дизайна и самостоятельного исполнения моделей[4].

С 30 декабря 1988 года производственное объединение «Уральские самоцветы» переименовано в Свердловское производственное объединение «Русские самоцветы».
Созданные в этот период изделия из камня поставлялись в Польшу, Чехословакию, Венгрию, Швецию, Великобританию, США, Японию, Германию, Францию, Италию.

### Работа предприятия после 1991 года
После распада СССР потребность в граненых камнях резко сократилась, завод направил усилия на увеличение мощностей по переработке ювелирных алмазов, изумрудов, создав цеха по изготовлению ювелирных изделий и сувениров из поделочных камней.
С 6 января 1993 года предприятие именовалось ТОО «Завод „Русские самоцветы“», в 1996—1997 — ОАО «Завод „Русские самоцветы“». С октября 1997 года — открытое акционерное общество «Русские самоцветы», которое прекратило деятельность из-за многочисленных скандалов в 2004 году. К этому времени были ликвидированы технические отделы, отвечающие за подготовку производственного процесса и оформление сопутствующей документации, участок по огранке изумрудов, сокращен вдвое камнерезный цех. Закрылся филиал в городе Ревда, который занимался гранильным производством. Из 50 трудившихся там работников одиннадцать сначала были переведены в Екатеринбург, а потом ушли «по собственному желанию». Здание ревдинского филиала выставили на продажу.
В 2004 году ОАО «Русские самоцветы» купила группа компаний «Финпромко» и организовала строительство нового производства на территории промышленной площадки ОАО «Пневмостроймашина» (также входит в группу компаний «Финпромко»). Производство было возобновлено в феврале 2007 года. Завод начал выпускать изделия из желтого, красного, белого золота с драгоценными и полудрагоценными камнями. Основные клиенты предприятия — оптовые фирмы в Уральском федеральном округе, Центральной России, Поволжье и Западной Сибири.
Реализация задачи по возрождению предприятия была возложена на бывшего генерального директора ОАО «Русские самоцветы» — Валерия Владимировича Зимина, который создал ООО «Завод Русские самоцветы». Отдельным направлением деятельности завода является уникальные авторские работы, выполненные на заказ и существующие в единичном экземпляре. Предприятие участвует в ювелирных выставках различного уровня. На Всероссийских выставках в Москве (2007) и Санкт-Петербурге (2008) было награждено дипломами за создание изделий высокой художественной ценности. Тем не менее предприятие было убыточным и в 2012 году был подан иск о банкротстве.

## Награды
- Орден «Знак Почёта» (1976)
- Работы свердловского завода «Русские самоцветы» удостаивались медалей и дипломов Всемирных выставок в Брюсселе, Нью-Йорке, Монреале.
- Работы хранятся в Государственном Эрмитаже, Царском Селе, Московском Кремле, МИКЮИ, ЕМИИ, СОКМ и других музеях и частных коллекциях.

## Известные мастера
- Коковин, Василий Ефстафьевич
- Основин, Пётр Михайлович

## Руководители
- Яков Иванович Данненберг (1765—1774)
- Рооде (1774—1781)
- Пермская казенная палата (1781—1797)
- Уральское горное управление (1797—1828)
- Булгаков А. Т. (1806 — ?)[18]
- Якоб Мор
- Коковин Я. В. (1828 — 10.12.1835)
- Широкшин Н. В. (17.12.1835 — 04.01.1836)
- Крыловский А. М. (и. о.) (04.01.1836 — 19.01.1836)
- Вейц И. И. (19.01.1836 — 27.05.1857)
- Миклашевский П. И. (1858—1866)
- Лютин А. И. (1868—1884)
- Мостовенко В. В. (1885—1910)
- Андреев В. А. (1912—1917)
- Кандыкин Ф. И. (1917—1919)
- Афанасьев К. К. (? — 24.01.1922)
- Шмелев Иван Васильевич (1946—1969)
- Минеев Владимир Александрович (1980-е)
- Зимин Валерий Владимирович (1995 — март 2000)
- Попов Валерий Юрьевич (март-сентябрь 2000)[19]
- Зимин Валерий Владимирович (октябрь 2000)
- Тимофеев Николай Иванович (октябрь 2000—2003)[20]
- Рудницкий Юрий (2004)[21]

## Галерея

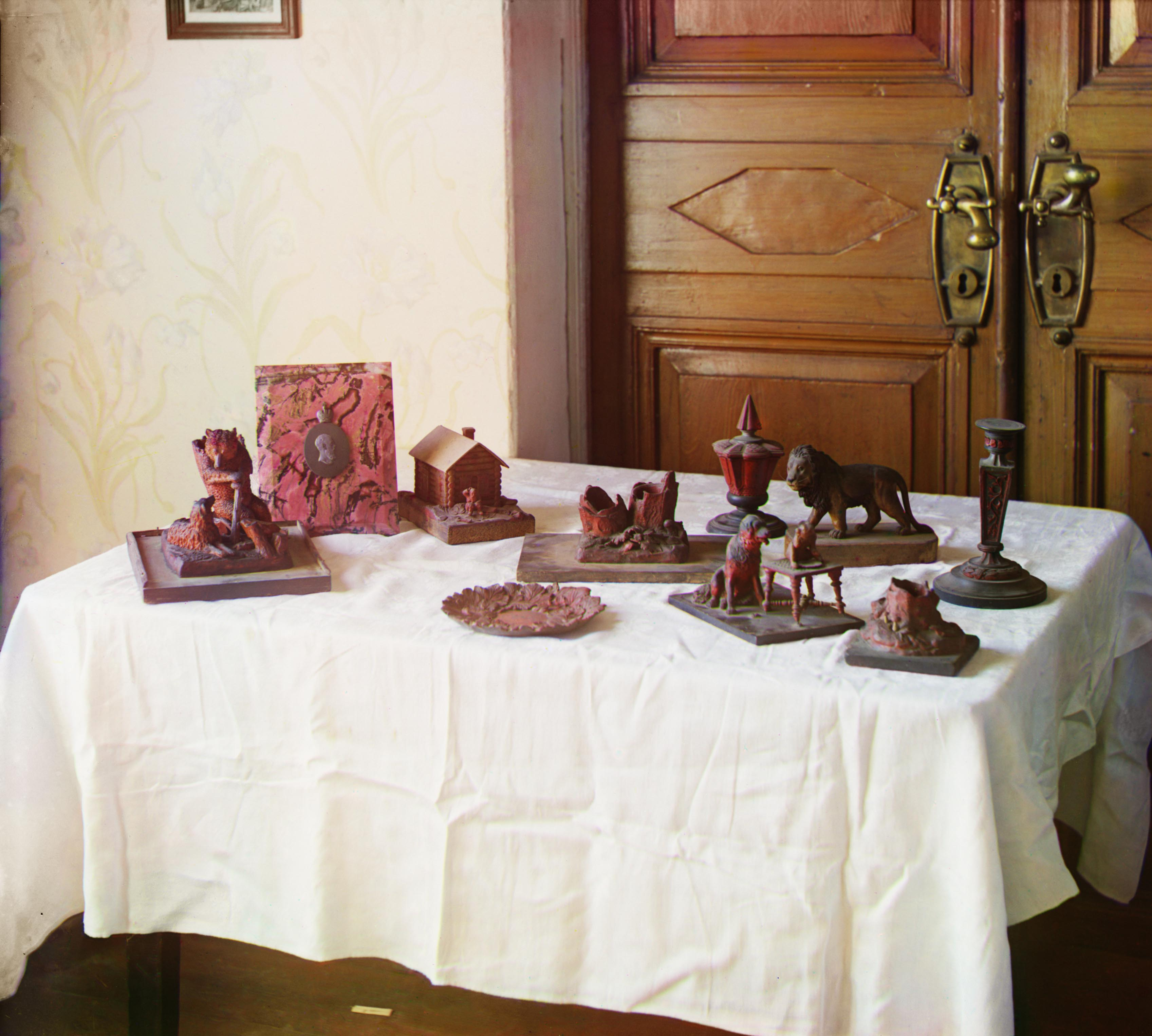
Образцы моделей. 1909 год
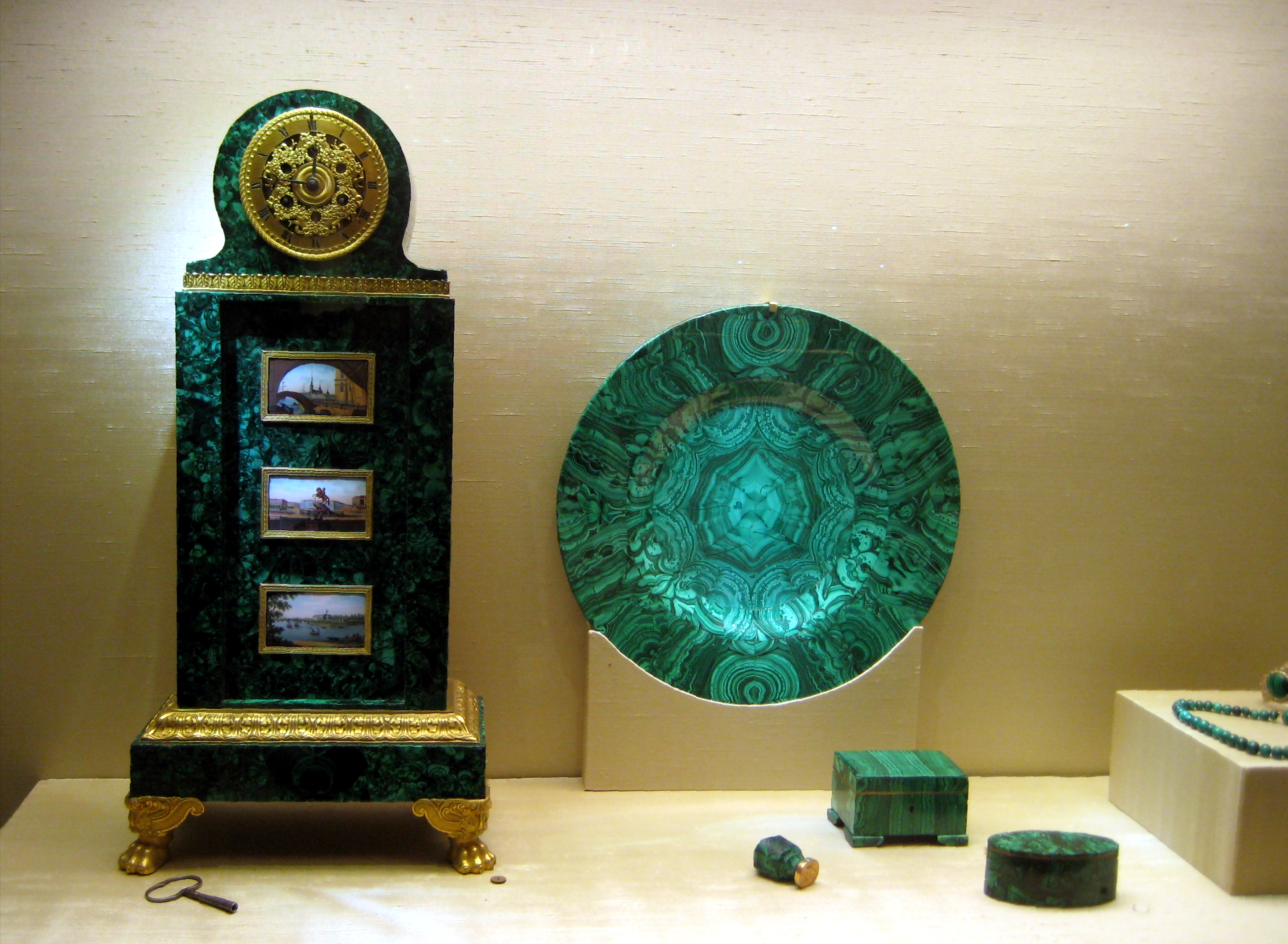
Блюдо. Печать. Малахитовая шкатулка. Туалетная коробочка. Малахит. XIX век
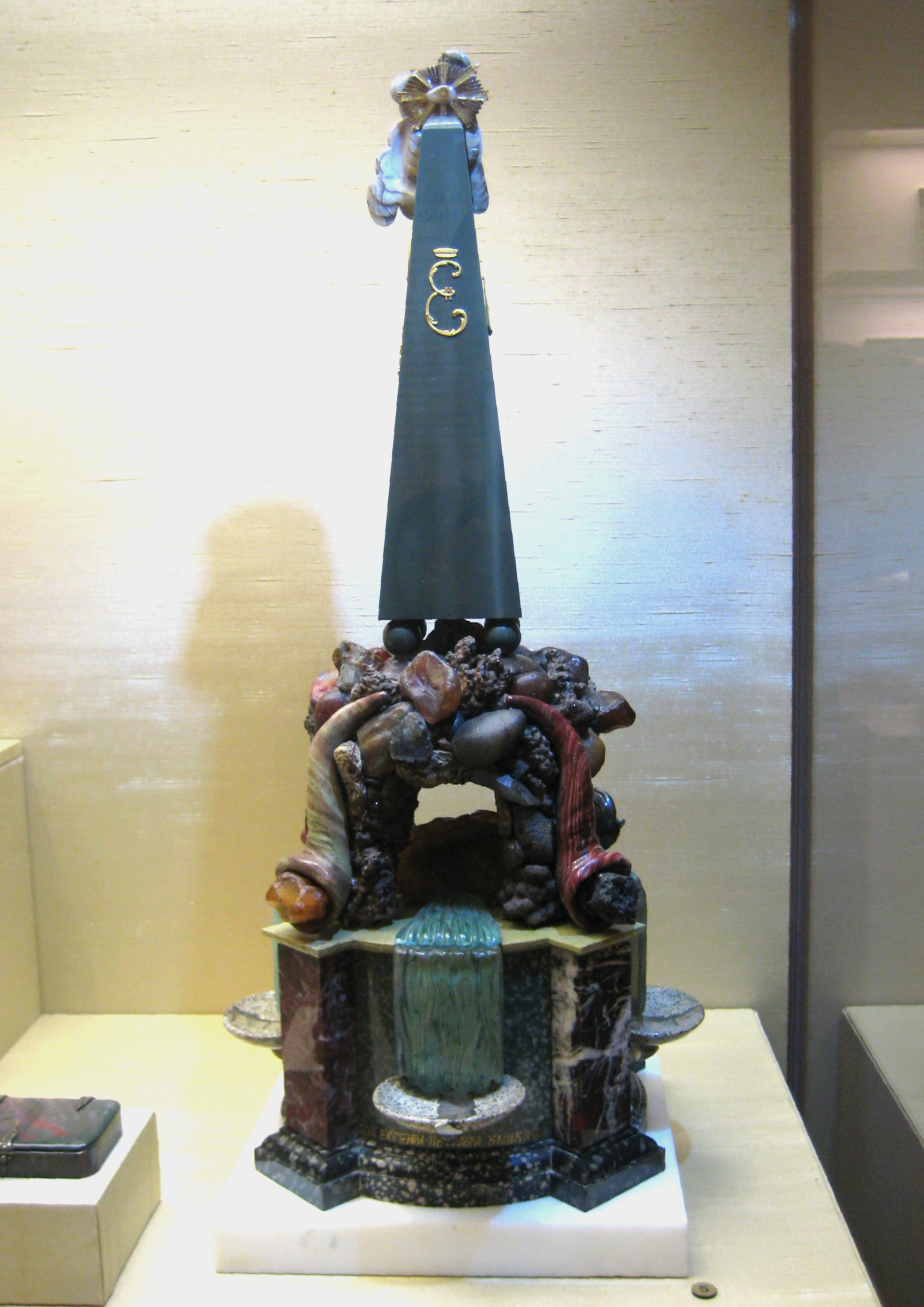
Грот-фонтан из самоцветов. Яшма, агат, сердолик, халцедон, кварц, золото. 1785–1786 годы
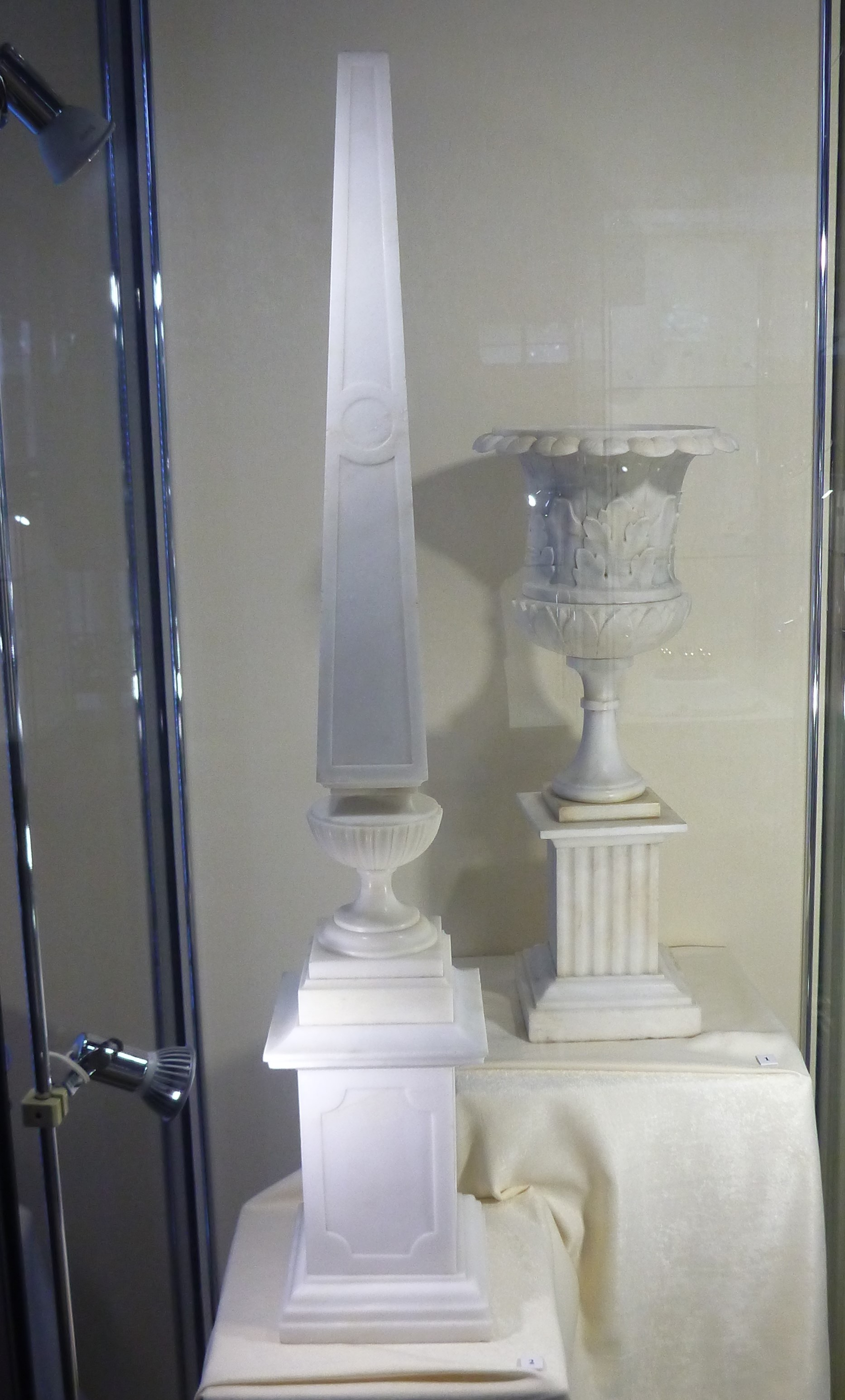
Мраморные обелиск и кратер
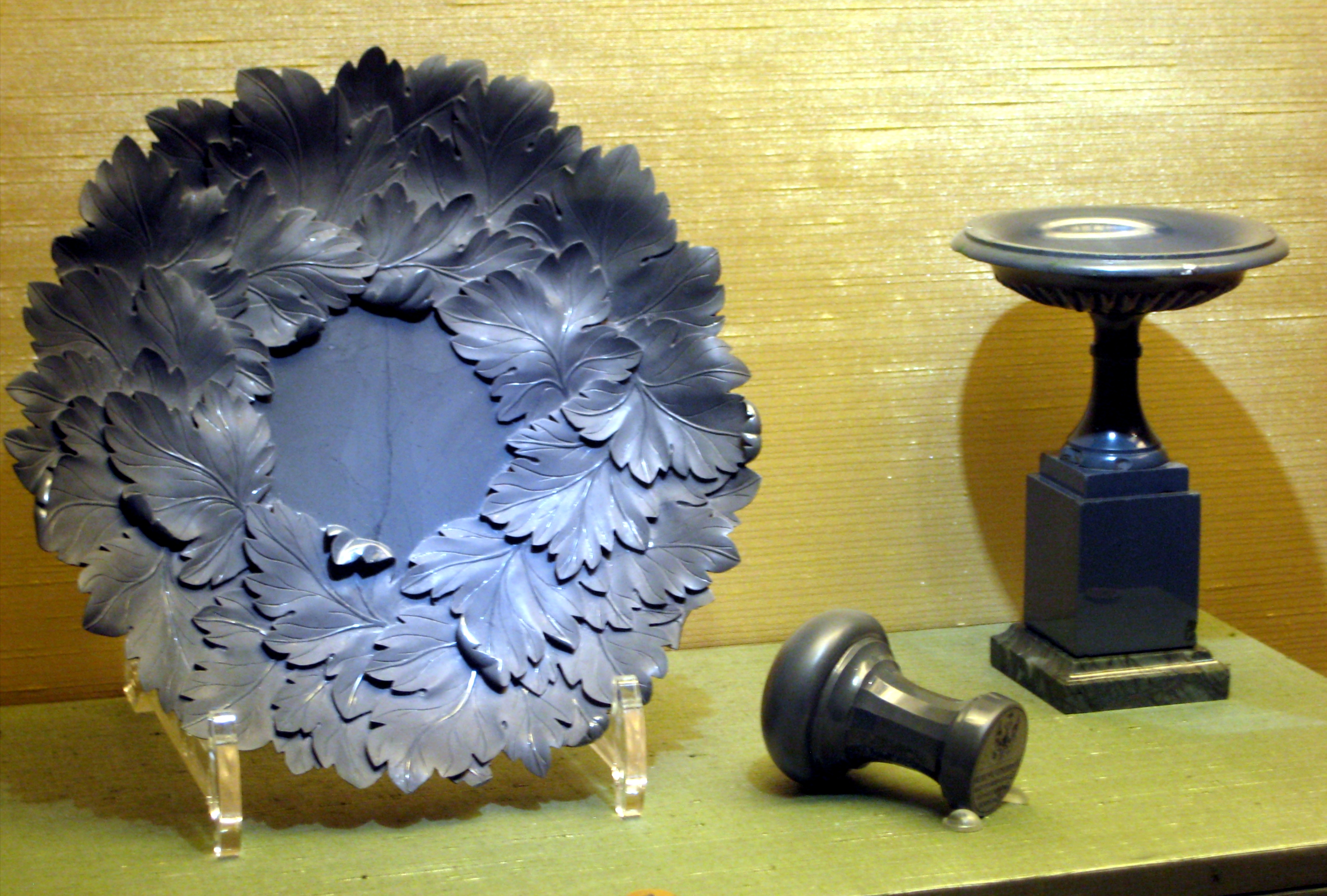
Блюдо. Печать. Ваза. Калканская яшма. XIX век
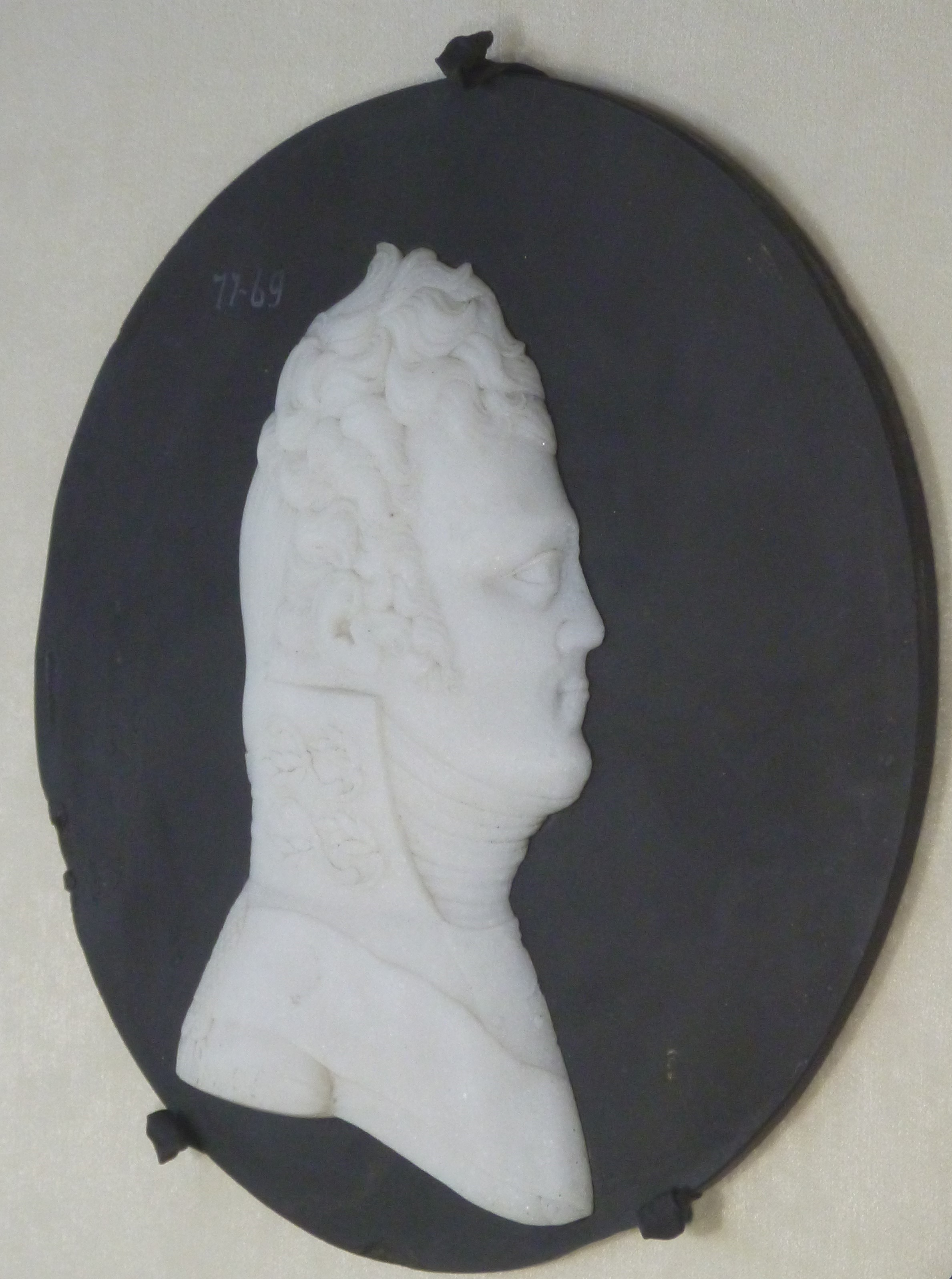
Барельеф «Александр I» (начало XIX века)
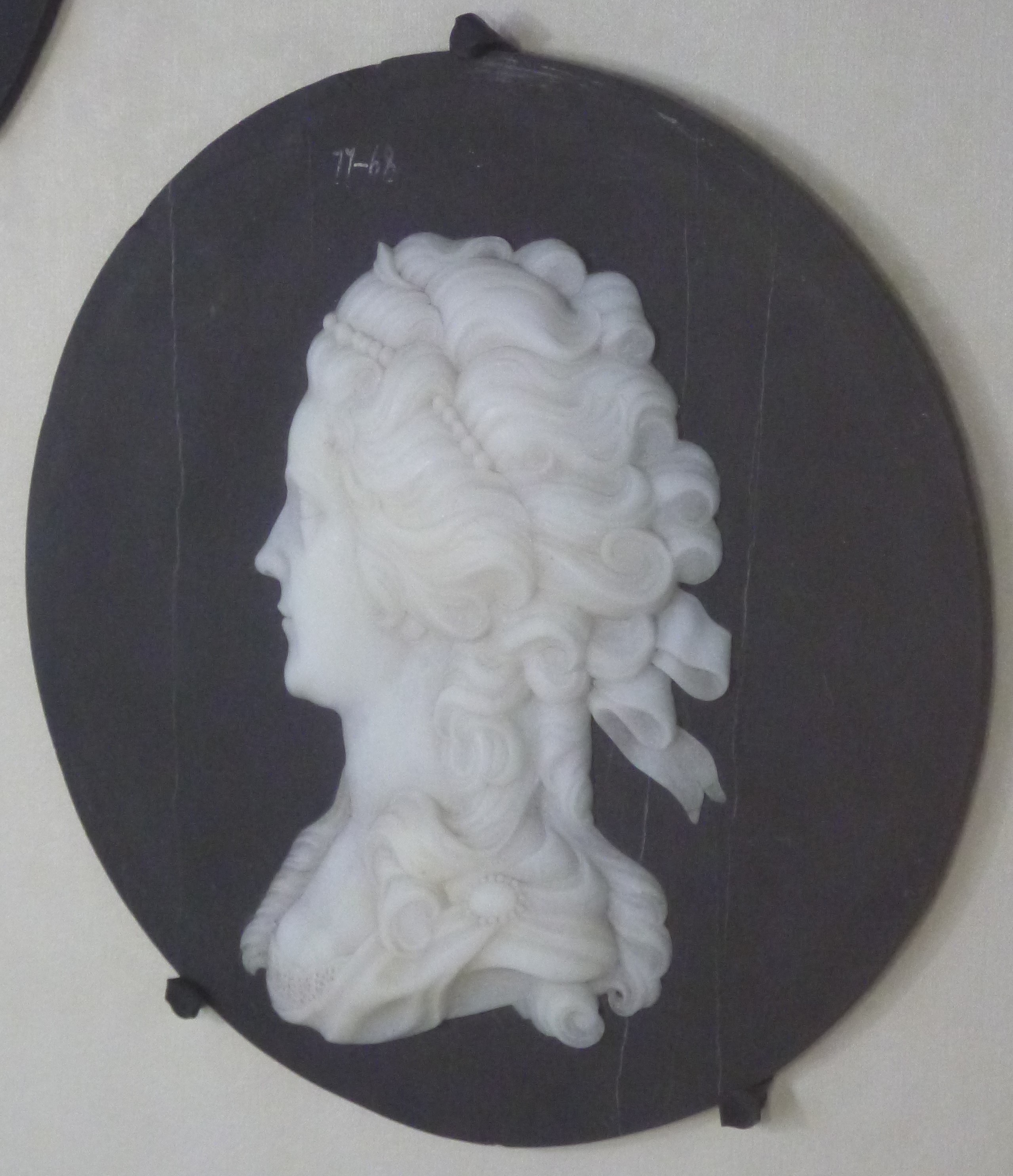
Барельеф «Императрица Елизавета Алексеевна» (начало XIX века)
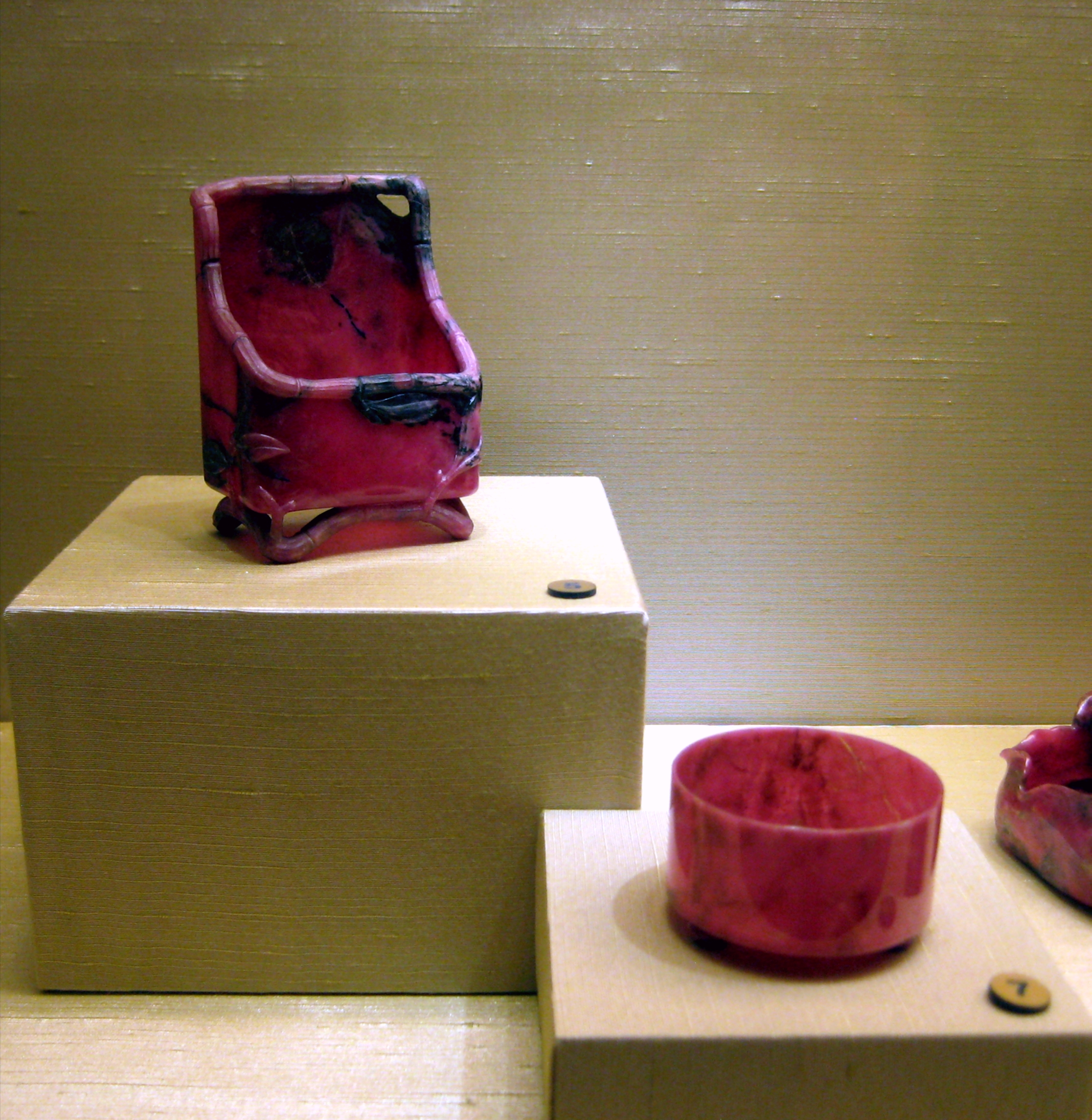
Ваза. Солонка. Родонит. 1896 год